# D-HERO Bloo-D
D-HERO Bloo-Dは遊☆戯☆王オフィシャルカードゲームに登場する架空のモンスターの一種であり、またそのカード名を指す。またアニメ「遊☆戯☆王デュエルモンスターズGX」では「究極のDのカード」というキーカードにもなっている。

## データ
- 分類：効果モンスター
- レベル：8
- 属性：闇
- 種族：戦士族
- 攻撃力：1900
- 守備力：600

## 概要
通常召喚できず、自分フィールド上のモンスター3体をリリースした場合のみ特殊召喚できる。「1ターンに1度だけ相手フィールド上に存在するモンスターを1体を自身に装備カードとして装備させる効果」「装備したモンスターの攻撃力の半分の数値だけ攻撃力を上げる効果」を持つ。
アニメでは「装備したモンスターの効果を得る効果」「自分フィールド上のカードを対象とする相手の魔法・罠カードの発動と効果を無効にして破壊する効果」を持っていた。また、効果モンスターの効果を無効にする効果は魔法カード「D－フォース」が自分のデッキの一番上に表側表示で存在する時のみ適用される効果だった。また、専用のサポートカードに「ドレイン・タイム」「ブラッド・カウンター」「血の咆哮－ブラッド・ロアー」が存在する。
攻撃名は「ブラッティ・フィアーズ」、相手モンスターを装備する効果名は「クラプティ・ブラッド」。
OCGでは「遊☆戯☆王デュエルモンスターズ WORLD CHAMPIONSHIP 2007」の攻略本付属カードとして初収録された。「DUELIST EDITION Volume 1」にて再録されたが、こちらはシークレットレアカードのため、入手が難しい。

## 使用者
エド・フェニックス
エドにとって「運命の始まりと言えるカード」。後見人だったDDが父の敵と知り、DDとデュエルになるがBloo-Dの効果とサポートカードであるD-フォースにより苦戦を強いられる。しかし、父親が残したD-HERO ダークエンジェルによりかろうじて勝利した。その後形見であるBloo-Dを取り戻した後はエドのエースカードとして活躍する様になる。
DD（DESTINY OF DUELIST）
元々はエドの父親がデザインしていたカードを盗もうと忍び込んだが、宇宙から飛来した破滅の光に乗っ取られてしまう。その拍子にエドの父親を殺害し、その後DDはこのカードに宿った破滅の光に操られ、多くの人達の魂をBloo-Dに封じ込めていた。そして自分が父親を殺した事実をエドに打ち明け、彼を抹殺しようとデュエルを挑むが、エドの父親が残したダークエンジェルによりBloo-Dの死角を突かれ敗北。最後は炎の中へと消えていき、Bloo-Dはエドの元に渡った。

## 関連カード
Dragoon D-END
- 分類：融合/効果モンスター
- レベル：10
- 属性：闇
- 種族：戦士族
- 攻撃力：3000
- 守備力：3000
- 補足：融合召喚する場合は「D-HERO Bloo-D」「D-HERO ドグマガイ」でなければならない。融合召喚されて墓地に送られたりゲームから除外された場合の蘇生・帰還は可能。

「最後のDのカード」とされ、エドと千里眼グループが1000億円を掛けて制作された。1ターンに1度、バトルフェイズを行わない代わりに相手フィールド上のモンスターを破壊し、破壊したモンスターの攻撃力分のダメージを相手に与える効果を持つ。
自分のスタンバイフェイズにこのカードが墓地に存在する場合、墓地の「D-HERO」と名の付いたカードを1枚除外する事で墓地から特殊召喚できる。
DUEL TERMINALの第6弾からはEXステージのエドが使用する。アニメで公表されなかった攻撃名は「アルティメット・D・バースト」、破壊効果名は「インビンシブル・D」、蘇生効果名は「リバイブ・D」となっている。

## 備考
エドがこのカードを使い勝利したデュエルは途中経緯が省略されたもののみである。経緯が省略されていないデュエルでは、このカードを出しながらも敗北している。